# Leopoldo de Meis
Leopoldo de Meis (Suez, 1 de março de 1938 – Rio de Janeiro, 7 de dezembro de 2014) foi um médico, pesquisador e professor universitário italiano radicado no Brasil. 
Grande oficial da Ordem Nacional do Mérito Científico e membro titular da Academia Brasileira de Ciências, Leopoldo era professor emérito aposentado do Instituto de Bioquímica Médica (IBqM) da Universidade Federal do Rio de Janeiro, considerado uma referência nacional na área de divulgação científica.

## Biografia
Leopoldo nasceu em Sueza, no Egito, em 1938, passando os primeiros meses de sua vida no Cairo, mas passou a infância em Nápoles, na Itália, para onde a família se mudou após o início da Segunda Guerra Mundial. Era filho de Ezio Meis, um violoncelista italiano, e de Maria Imparato.
Leopoldo vinha de uma família de músicos. Seu avô era membro do Teatro alla Scala, em Milão e no Teatro San Martino, em Nápoles. Seu pai era um violoncelista famoso até a ascensão do fascismo e por suas atitudes antifascistas, ele começou a ter problemas para conseguir emprego e depois precisou se esconder do regime. Depois da guerra, a situação econômica na Itália era caótica e assim seu pai decidiu imigrar para o Brasil para se tornar membro da Orquestra Sinfônica Brasileira. Ele disse à família que todos se mudariam para o Brasil, onde ficariam ricos e poderiam voltar para a Itália. Mas ele nunca enriqueceu e a família nunca retornou à Itália.
Um tanto avesso aos estudos, preferindo brincar e explorar várias religiões durante a adolescência, foi um amigo espírita que lhe inspirou a estudar. Aos 18 anos, obteve a cidadania brasileira. Determinado a ser médico, ele ingressou no curso de medicina da Universidade do Brasil (atual Universidade Federal do Rio de Janeiro) em 1955. A prática médica, por sua vez, não o contemplava. Foi um estágio no laboratório do médico Walter Oswaldo Cruz (1910-1967) que o levou à carreira científica. Nesta época ele também teve seu primeiro contato com a divulgação científica, sendo repórter de ciência do Jornal do Commercio, do Rio de Janeiro.
Em 1962, Leopoldo foi trabalhar nos Institutos Nacionais da Saúde, em Bethesda, nos Estados Unidos, onde, segundo ele, descobriu o que era ciência de verdade. Ainda que tenha adquirido bastante conhecimento nos dois anos em que ficou no exterior, no Brasil ele foi estigmatizado por não ter publicado artigos científicos neste período. Ele acabou retornando um mês antes do Golpe de 1964. As atitudes pró-militares da direção do Instituto Oswaldo Cruz o desagradaram e ele levou seu trabalho para Instituto de Biofísica Carlos Chagas Filho da UFRJ dois anos depois.

## Carreira
No Instituto de Biofísica, Leopoldo publicou quatro artigos na área à qual se dedicaria em grande parte da carreira: transdução de energia e bomba de cálcio. Essa bomba regula a concentração de íons cálcio nos músculos e está envolvida na contração muscular, entre outros processos. Por volta desta época, casou-se com sua primeira esposa, com quem teve quatro filhos.
Entretanto, a perseguição política ainda era presente e ele se viu obrigado a se mudar para a Alemanha com a família em 1969, onde foi professor visitante do Instituto Max Planck, a convite do professor Wilhelm Hasselbach. No ano seguinte, recusou uma oferta generosa para poder retornar ao Brasil e retomar sua pesquisa na UFRJ.
Em 1978, Leopoldo se tornou professor titular do Instituto de Bioquímica Médica (então Departamento de Bioquímica), abrindo caminho para o estabelecimento de pesquisas e a reformulação do ensino na instituição. Ajudou a criar a pós-graduação na área e enveredou por outros campos além da bioquímica celular, como cientometria (análise da produção científica), educação e divulgação de ciência.
Foi autor de vários livros, cursos e palestras para estudantes, além de ter sido o criador de uma nova subárea para a pós-graduação do instituto, a de Educação, difusão e gestão em biociências, criada em 1993.
Em 1978, foi aprovado professor titular do então Departamento de Bioquímica Médica da UFRJ, que posteriormente daria origem ao Instituto de Bioquímica Medica Leopoldo de Meis (IBqM). Trabalhou em colaboração com diversos cientistas renomados, como Paul Boyer, André Goffeau, Armando e Marieta Gómez-Puyou.

## Prêmios
Em 1994, recebeu o título Doctor Honoris Causa pela Universidade de Louvain, na Bélgica e, em 1995, a Ordem Nacional do Mérito Científico, Classe Grã-Cruz. Foi agraciado, em 2006, com o Prêmio Anísio Teixeira.
Em 2 de outubro de 2008, o então reitor da Universidade Federal do Rio de Janeiro, Aloisio Teixeira, em sessão solene do Conselho Universitário, concedeu a Leopoldo título de Professor Emérito.

## Morte
Aos 74 anos Leopoldo continuava ativo, embora tenha enfrentado enfisemas pulmonares, infartos e a diabetes. Ele morreu em 7 de dezembro de 2014, aos 76 anos, em sua casa, de causas naturais, na capital fluminense. O velório ocorreu no Memorial do Carmo e seu corpo foi cremado. Deixou sua esposa, a cientista Vivian Rumjanek, e quatro filhos.